# 정우용
정우용(1992년 9월 8일 ~ )은 대한민국의 전직 스타크래프트, 스타크래프트 II 프로게이머이다. 종족은 테란이며, 아이디는 Bb.yong이다.
2008년 하반기 드래프트에서 CJ 엔투스의 1차 지명으로 입단하였다.

## 개요
스타크래프트에서는 별다른 활약 없이 프로리그에만 출전했다. 스타크래프트 II로 체제 전환 후 GSL 코드S 32강에 진출하고, 코드A에서 대마왕 임재덕을 꺾었으며, 프로리그에서는 웅진 스타즈의 에이스급 역할을 하는 김민철을 꺾는 등의 모습을 보여줬다.
프로리그 12-13 시즌에서는 최종적으로 승보다 패를 더 많이 기록하며 부진한 모습을 보였지만 반대로 개인리그에서는 나름대로 좋은 모습을 보였다. 2013년에 열린 2013 WCS 옥션 스타리그에서는 16강에 진출하기도 했다.
2014년에도 꾸준히 GSL 코드 S에 출전하면서 좋은 기량을 선보이고 있다.
2016년 4월 21일 스타크래프트 2 승부조작 및 금품수수 혐의로 불구속 기소되었다.

## 주요 기록
정우용의 주요 기록은 승부조작 사건 이후, 한국e스포츠협회로부터 영구 제명되어 공식 기록에서 전부 삭제되었다.
- 2007년 12월 제35회 커리지매치 입상
- 2012년 10월 핫식스 2012 글로벌 스타크래프트 II 리그 시즌 4 Code A 12강
- 2012년 11월 핫식스 2012 글로벌 스타크래프트 II 리그 시즌 5 Code S 32강
- 2013년 2월 핫식스 2013 글로벌 스타크래프트 II 리그 시즌 1 Code A 32강
- 2013년 5월 2013 WCS Korea Season 1 챌린저리그 12강
- 2013년 6월 2013 WCS 코리아 시즌 2 옥션 올킬 스타리그 16강
- 2013년 7월 2013 WCS 코리아 시즌 2 챌린저리그 12강
- 2013년 9월 2013 WCS 코리아 시즌 3 조군샵 글로벌 스타크래프트 II 리그 32강
- 2013년 10월 2013 WCS 코리아 시즌 3 챌린저리그 24강
- 2014년 2월 IEM Season VIII - Sao Paulo 16강
- 2014년 2월 2014 WCS 코리아 시즌 1 핫식스 글로벌 스타크래프트 II 리그 코드 S 16강
- 2014년 4월 2014 WCS 코리아 시즌 2 핫식스 글로벌 스타크래프트 II 리그 코드 S 32강
- 2014년 8월 2014 WCS 코리아 시즌 3 핫식스 글로벌 스타크래프트 II 리그 코드 S 32강
- 2014년 10월 WECG 2014 한국대표선발전 스타크래프트 ll 부문 8강
- 2014년 11월 2014 핫식스컵 라스트 빅매치 8강
- 2014년 12월 2015 스타크래프트 II 스타리그 시즌 1 챌린지 32강
- 2015년 3월 IEM Season IX - World Championship 4강
- 2015년 4월 스타크래프트 II 스타리그 2015 시즌 2 챌린지 24강
- 2015년 5월 2015 Kung Fu Cup Season 1 16강
- 2015년 5월 2015 스베누 글로벌 스타크래프트 II 리그 시즌 2 코드 S 16강
- 2015년 9월 2015 핫식스 글로벌 스타크래프트 II 리그 시즌 3 코드 S 16강
- 2016년 3월 2016 핫식스 글로벌 스타크래프트 II 리그 시즌 1 코드 S 32강 (기권)